# Asiatische Radsportmeisterschaften 2016
Die 36. Asiatischen Radsportmeisterschaften (36th Asian Cycling Championships) fanden vom 19. bis 30. Januar 2016 in Izu, Japan, statt. Veranstalter ist die Asian Cycling Confederation (ACC). Gleichzeitig wurden die 23. Asiatischen Junioren-Radmeisterschaften durchgeführt.
Vom 19. bis 23. Januar wurden die Wettbewerbe im Straßenradsport ausgetragen, vom 26. bis 30. Januar diejenigen auf der Bahn im Izu Velodrome. Bei den Bahnwettbewerben standen zum fünften Mal auch die Rennen im Paracycling auf dem Programm.
Es waren rund 330 Sportlerinnen und Sportler aus 41 Nationen gemeldet.

## Resultate

### Straßenradsport

#### Männer
| Disziplin        | Platz | Land     | Athlet          |
| ---------------- | ----- | -------- | --------------- |
| Straßenrennen    | 1     | Hongkong | Cheung King-lok |
|                  | 2     | Japan    | Yukiya Arashiro |
|                  | 3     | Japan    | Fumiyuki Beppu  |
| Einzelzeitfahren | 1     | Hongkong | Cheung King-lok |
|                  | 2     | Südkorea | Choe Hyeong-min |
|                  | 3     | Iran     | Alireza Haghi   |

#### Frauen
| Disziplin        | Platz | Land                | Athlet          |
| ---------------- | ----- | ------------------- | --------------- |
| Straßenrennen    | 1     | Südkorea            | Na Ah-reum      |
|                  | 2     | Volksrepublik China | Pu Yixian       |
|                  | 3     | Japan               | Mayuko Hagiwara |
| Einzelzeitfahren | 1     | Japan               | Mayuko Hagiwara |
|                  | 2     | Südkorea            | Jumi Lee        |
|                  | 3     | Hongkong            | Pang Yao        |

### Bahnradsport

#### Männer
| Disziplin             | Platz | Land                | Athlet                                                       |
| --------------------- | ----- | ------------------- | ------------------------------------------------------------ |
| Sprint                | 1     | Südkorea            | Im Chae-bin                                                  |
|                       | 2     | Volksrepublik China | Xu Chao                                                      |
|                       | 3     | Malaysia            | Azizulhasni Awang                                            |
| Teamsprint            | 1     | Südkorea            | Kang Dong-jin Im Chae-bin Son Je-yong                        |
|                       | 2     | Volksrepublik China | Hu Ke Xu Chao Bao Saifei                                     |
|                       | 3     | Japan               | Seiichirō Nakagawa Kazunari Watanabe Kazuki Amagai           |
| Keirin                | 1     | Südkorea            | Im Chae-bin                                                  |
|                       | 2     | Volksrepublik China | Xu Chao                                                      |
|                       | 3     | Malaysia            | Azizulhasni Awang                                            |
| Zeitfahren (1 km)     | 1     | Iran                | Khorram Mohammad Daneshvar                                   |
|                       | 2     | Japan               | Shugo Hayasaka                                               |
|                       | 3     | Südkorea            | Kim Woo-gyeom                                                |
| Einerverfolgung       | 1     | Hongkong            | Cheung King-lok                                              |
|                       | 2     | Kasachstan          | Dias Omirzakow                                               |
|                       | 3     | Südkorea            | Min Kyeong-ho                                                |
| Mannschaftsverfolgung | 1     | Volksrepublik China | Liu Hao Fan Yang Qin Chenglu Shen Pingan                     |
|                       | 2     | Japan               | Ryo Chikatani Kazushige Kuboki Hiroaki Harada Shogo Ichimaru |
|                       | 3     | Südkorea            | Park Keon-woo Kim Ok-cheol Min Kyeong-ho Shin Dong-in        |
| Scratch               | 1     | Japan               | Takuto Kurabayashi                                           |
|                       | 2     | Kasachstan          | Robert Gainejew                                              |
|                       | 3     | Südkorea            | Park Keon-woo                                                |
| Punktefahren          | 1     | Südkorea            | Min Kyeong-ho                                                |
|                       | 2     | Hongkong            | Cheung King-lok                                              |
|                       | 3     | Chinesisch Taipeh   | Chen Chien-Liang                                             |
| Omnium                | 1     | Japan               | Eiya Hashimoto                                               |
|                       | 2     | Kasachstan          | Artjom Sacharow                                              |
|                       | 3     | Volksrepublik China | Liu Hao                                                      |
| Madison               | 1     | Südkorea            | Ching Don-gin Park Keon-woo                                  |
|                       | 2     | Hongkong            | Cheung King-lok Leung Chun-wing                              |
|                       | 3     | Kasachstan          | Nikita Panassenko Robert Gainejew                            |

#### Frauen
| Disziplin             | Platz | Land                | Athlet                                                       |
| --------------------- | ----- | ------------------- | ------------------------------------------------------------ |
| Sprint                | 1     | Volksrepublik China | Junhong Lin                                                  |
|                       | 2     | Südkorea            | Lee Hye-jin                                                  |
|                       | 3     | Hongkong            | Lee Wai-sze                                                  |
| Teamsprint            | 1     | Volksrepublik China | Gong Jinjie Zhong Tianshi                                    |
|                       | 2     | Südkorea            | Lee Hye-jin Cho Sun-young                                    |
|                       | 3     | Japan               | Takako Ishii Kayono Maeda                                    |
| Keirin                | 1     | Hongkong            | Lee Wai-sze                                                  |
|                       | 2     | Malaysia            | Fatehah Mustapa                                              |
|                       | 3     | Südkorea            | Lee Hye-jin                                                  |
| Zeitfahren (500 m)    | 1     | Volksrepublik China | Zhong Tianshi                                                |
|                       | 2     | Hongkong            | Lee Wai-sze                                                  |
|                       | 3     | Chinesisch Taipeh   | Hsiao Mei Yu                                                 |
| Einerverfolgung       | 1     | Chinesisch Taipeh   | Huang Ting-ying                                              |
|                       | 2     | Hongkong            | Yang Qia-yu                                                  |
|                       | 3     | Südkorea            | Son Eunju                                                    |
| Mannschaftsverfolgung | 1     | Volksrepublik China | Huang Dong Yan Ma Menglu Wang Hong Chen Lulu                 |
|                       | 2     | Japan               | Sakura Tsukagoshi Minami Uwano Kisato Nakamura Yumi Kajihara |
|                       | 3     | Südkorea            | Kim Youri Son Eunju Lee Joohee Kang Hyunkyun                 |
| Scratch               | 1     | Japan               | Yumi Kajihara                                                |
|                       | 2     | Chinesisch Taipeh   | Huang Ting-ying                                              |
|                       | 3     | Malaysia            | Jupha Somnet                                                 |
| Punktefahren          | 1     | Chinesisch Taipeh   | Huang Ting-ying                                              |
|                       | 2     | Malaysia            | Jupha Somnet                                                 |
|                       | 3     | Japan               | Minami Uwano                                                 |
| Omnium                | 1     | Volksrepublik China | Luo Xiao Ling                                                |
|                       | 2     | Chinesisch Taipeh   | Hsiao Mei Yu                                                 |
|                       | 3     | Japan               | Sakura Tsukagoshi                                            |